# Andreas Goldberger
Andreas Goldberger detto Andi (Ried im Innkreis, 29 novembre 1972) è un ex saltatore con gli sci austriaco, vincitore di tre Coppe del Mondo generali e di due Tornei dei quattro trampolini negli anni 1990.
Si è ritirato al termine della stagione 2004-2005, dopo quindici stagioni in Coppa del Mondo, settantadue piazzamenti sul podio e ventitré vittorie.

## Biografia

### Stagioni 1991-1993
In Coppa del Mondo esordì il 4 gennaio 1991 nella K120 di Innsbruck (35°) e conquistò il primo podio, valido anche per il Torneo dei quattro trampolini, nella medesima gara dell'anno successivo (2°). Quella stessa stagione ai Mondiali di volo di Harrachov vinse la medaglia d'argento e chiuse la stagione di Coppa all'ottavo posto nella classifica generale e al secondo in quella di volo.
La prima vittoria arrivò il 3 gennaio 1993, sempre a Innsbruck, nella terza tappa del Torneo dei quattro trampolini; tre giorni dopo Goldberger arrivò primo anche nella quarta tappa di Bischofshofen, aggiudicandosi la classifica finale del Torneo. In febbraio vinse la medaglia d'argento sul trampolino normale e il bronzo sul trampolino lungo e nella gara a squadre dei Mondiali di Falun, in Svezia. A fine stagione si aggiudicò la Coppa del Mondo generale.

### Stagioni 1994-1996
Ai XVII Giochi olimpici invernali di Lillehammer 1994, sua prima partecipazione olimpica, vinse due medaglie di bronzo, nella gara dal trampolino lungo e in quella a squadre; in quella dal trampolino normale fu settimo. Sempre nel 1994 sul trampolino Letalnica di Planica, in Slovenia, Goldberger fu il primo saltatore della storia a volare fino ai duecento metri, ma la caduta all'arrivo pregiudicò il riconoscimento della misura come record del mondo. Il primo a saltare e ad atterrare in piedi oltre i 200 metri fu, poco più tardi, il finlandese Toni Nieminen. In Coppa del Mondo Goldberger fu terzo sia nella classifica generale, sia in quella del Torneo dei quattro trampolini.
Nel 1995 vinse tutti i titoli previsti nel circuito della Coppa del Mondo: la classifica generale, quella di volo e il Torneo dei quattro trampolini. Ai Mondiali di Thunder Bay vinse l'argento nella gara dal trampolino lungo, mentre si classificò sesto sia in quella dal trampolino normale sia in quella a squadre.
Nel 1996 si aggiudicò i Mondiali di volo di Tauplitz, in Austria, la sua terza Coppa del Mondo generale e la seconda "coppetta" di volo. Nella nuova classifica di specialità riservata al salto con gli sci fu secondo.

### Stagioni 1997-2005
Nel 1997 partecipò ai Mondiali di Trondheim vincendo il bronzo sul trampolino normale. In seguito Goldberg ammise di aver fatto uso di cocaina e la federazione austriaca lo squalificò per sei mesi. Goldberger acquisì la cittadinanza serba pur di continuare a gareggiare, ma alla fine accettò la squalifica.
Scontata la sospensione rientrò alle competizioni con la squadra austriaca, senza più riuscire a eguagliare i risultati ottenuti in precedenza; in gare individuali non vinse più nessuna prova in Coppa né medaglie ai Mondiali. Ai XVIII Giochi olimpici invernali di Nagano 1998, sua ultima partecipazione olimpica, prese il via soltanto nella prova dal trampolino normale, chiudendo al 22º posto.
Nel 2000, sempre sul trampolino Letalnica di Planica, stabilì il suo primato personale, valido allora anche come nuovo record mondiale, con un volo a 225 metri. Ai Mondiali del 2001, disputati a Lahti, vinse il suo ultimo titolo iridato, nella gara a squadre dal trampolino normale, e il bronzo nella gara a squadre dal trampolino lungo, mentre ai Mondiali di volo del 2004, a Planica, colse l'ultimo successo internazionale in carriera, vincendo il bronzo sempre nella gara a squadre.

## Palmarès

### Giochi olimpici invernali
- 2 medaglie:
  - 2 bronzi (trampolino lungo, gara a squadre a Lillehammer 1994)

### Mondiali
- 7 medaglie:
  - 1 oro (gara a squadre dal trampolino normale a Lahti 2001)
  - 2 argenti (trampolino normale a Falun 1993; trampolino lungo a Thunder Bay 1995)
  - 4 bronzi (trampolino lungo, gara a squadre a Falun 1993; trampolino normale a Trondheim 1997; gara a squadre dal trampolino lungo a Lahti 2001)

### Mondiali di volo
- 3 medaglie:
  - 1 oro (individuale[4] a Tauplitz 1996)
  - 1 argento (individuale[4] a Harrachov 1992)
  - 1 bronzo (gara a squadre a Planica 2004)

### Coppa del Mondo
- Vincitore della Coppa del Mondo nel 1993, nel 1995 e nel 1996
- Vincitore della Coppa del Mondo di volo con gli sci nel 1995 e nel 1996
- 72 podi (61 individuali, 11 a squadre), oltre a quelli conquistati in sede iridata e validi anche ai fini della Coppa del Mondo:
  - 23 vittorie (19 individuali, 4 a squadre)
  - 27 secondi posti (23 individuali, 4 a squadre)
  - 22 terzi posti (19 individuali, 3 a squadre)

#### Coppa del Mondo - vittorie
| Data             | Località      | Nazione   | Trampolino                                                                            |
| ---------------- | ------------- | --------- | ------------------------------------------------------------------------------------- |
| 3 gennaio 1993   | Innsbruck     | Austria   | Bergisel K109                                                                         |
| 6 gennaio 1993   | Bischofshofen | Austria   | Paul Ausserleitner K120                                                               |
| 24 gennaio 1993  | Predazzo      | Italia    | Giuseppe Dal Ben K120 (con Stefan Horngacher, Ernst Vettori e Werner Rathmayr)        |
| 17 dicembre 1993 | Courchevel    | Francia   | Le Praz K120                                                                          |
| 4 gennaio 1994   | Innsbruck     | Austria   | Bergisel K109                                                                         |
| 5 marzo 1994     | Lahti         | Finlandia | Salpausselkä K114 (con Stefan Horngacher, Heinz Kuttin e Christian Moser)             |
| 11 dicembre 1994 | Planica       | Slovenia  | Letalnica K92                                                                         |
| 6 gennaio 1995   | Bischofshofen | Austria   | Paul Ausserleitner K120                                                               |
| 8 gennaio 1995   | Willingen     | Germania  | Mühlenkopf K120                                                                       |
| 21 gennaio 1995  | Sapporo       | Giappone  | Miyanomori K90                                                                        |
| 28 gennaio 1995  | Lahti         | Finlandia | Salpausselkä K90                                                                      |
| 8 febbraio 1995  | Lillehammer   | Norvegia  | Lysgårdsbakken K120                                                                   |
| 12 febbraio 1995 | Oslo          | Norvegia  | Holmenkollen K110                                                                     |
| 18 febbraio 1995 | Vikersund     | Norvegia  | Vikersundbakken K178                                                                  |
| 19 febbraio 1995 | Vikersund     | Norvegia  | Vikersundbakken K178                                                                  |
| 25 febbraio 1995 | Oberstdorf    | Germania  | Heini Klopfer K182                                                                    |
| 4 gennaio 1996   | Innsbruck     | Austria   | Bergisel K110                                                                         |
| 14 gennaio 1996  | Engelberg     | Svizzera  | Gross-Titlis-Schanze K120                                                             |
| 21 gennaio 1996  | Sapporo       | Giappone  | Ōkurayama K120                                                                        |
| 28 gennaio 1996  | Zakopane      | Polonia   | Wielka Krokiew K116                                                                   |
| 9 marzo 1996     | Harrachov     | Rep. Ceca | Čerťák K180                                                                           |
| 15 marzo 1996    | Oslo          | Norvegia  | Holmenkollen K110 (con Martin Höllwarth, Reinhard Schwarzenberger e Andreas Widhölzl) |
| 13 gennaio 2002  | Willingen     | Germania  | Mühlenkopf K130 (con Martin Höllwarth, Stefan Horngacher e Andreas Widhölzl)          |

#### Torneo dei quattro trampolini
- Vincitore del Torneo dei quattro trampolini nel 1993 e nel 1995
- 17 podi di tappa[4]:
  - 5 vittorie
  - 9 secondi posti
  - 3 terzi posti

#### Nordic Tournament
- 2 podi di tappa[4]:
  - 1 secondo posto
  - 1 terzo posto

#### Summer Grand Prix
- Vincitore della classifica generale nel 1995

### Campionati austriaci
- 12 medaglie[6]:
  - 4 ori (LH nel 1994; K105 nel 1995; K90 nel 1997; K90 nel 2001)
  - 5 argenti (70 m, 120 m nel 1993; NH nel 1994; K120 a nel 1999; K90 nel 2000)
  - 3 bronzi (K80 nel 1996; K105 nel 2002; K105 nel 2003)

## Riconoscimenti
- "Sportivo dell'anno" in Austria nel 1993 e nel 1996[3]